# Aalborg Tekniske Gymnasium
Aalborg Tekniske Gymnasium eller HTX-Aalborg har to afdelinger i Aalborg. Den ene afdeling ligger i tilknytning til TECHCOLLEGE, mens den anden ligger i Aalborg Centrum. Aalborg Tekniske Gymnasium er med to afdelinger, ca. 800 elever og 65 medarbejdere et af Danmarks største tekniske gymnasier.
Aalborg Tekniske Gymnasium er samtidig en del af TECHCOLLEGE – en af landets største erhvervsskoler.

## Studieretninger
Aalborg Tekniske Gymnasium tilbyder 12 studieretninger: 
- Fysikkens verden
- Bioteknologi
- Naturens kemi
- GAMETECH
- Film og medier
- International HTX
- Industrielt design
- Innovation og teknologi
- Bæredygtighed og teknologi
- Beredskabslinjen
- Robotteknologi
- Sundhedsteknologi